# Dug's Speciale Missie
Dug's Speciale Missie (Engels: Dug's Special Mission) is een korte film van Pixar van het bonusmateriaal van Up. Het verhaal is hoe het allemaal met het karakter Dug ging, die de hoofdrol speelt in de film. Er komt ook een klein stukje van de echte film in voor, als Carl en Russell Dug gevonden hebben. De film duurt ongeveer 5 minuten.

## Verhaal
Het is Dugs verjaardag. Hij krijgt van Alpha allerlei missies. Het boeit Alpha ook niets dat Dug jarig is. Dugs eerste missie is om een rots te bewaken. Alpha zegt dat het de favoriete rots van Kevin is. Hij geeft Dug de missie om hem weg te lokken. Als Alpha, Beta en Gamma weglopen komt er een steentje tegen de rots aan. De rots rolt weg en komt boven op de drie honden. Dugs nieuwe missie is om in het hol te gaan zitten. Alpha zegt dat het Kevins favoriete hol is. Alpha, Beta en Gamma gaan weer weg. Dug zakt plotseling in het hol, en komt boven op Alpha en de anderen. Dugs nieuwe missie is om op een rots te zitten. De rots waarop de drie andere honden staan valt naar beneden. Alpha geeft Dug nog wel wat andere missies, waarbij hij, Beta en Gamma steeds weer in de problemen komen. Even later geeft Alpha Dug de schuld van al die problemen. Dug wordt verdrietig en zegt dat het geen leuke verjaardag is. Maar later ontmoet hij Carl en Russell en zegt hij dat Carl zijn baas is. Carl en Russell ontdekken al vrij gauw dat Dug een halsband heeft waarmee hij kan praten.

## Rolverdeling
| Personage         | Engelse versie | Nederlandse versie |
| ----------------- | -------------- | ------------------ |
| Dug               | Bob Peterson   | Thijs van Aken     |
| Alpha             | Bob Peterson   | Louis van Beek     |
| Beta              | Delroy Lindo   | Sander de Heer     |
| Gamma             | Jerome Ranft   | Rob van de Meeberg |
| Carl Fredericksen | Edward Asner   | Frits Lambrechts   |
| Russell           | Jordan Nagai   | Jary Beekhuizen    |